# Династийные истории

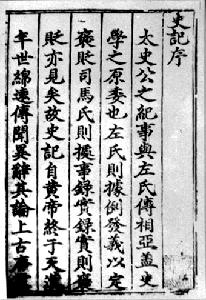
Первая страница «Ши цзи».

Династийная история (кит. 正史, «чжэн ши») — характерный для монархического Китая вид исторического источника, официальная хроника правления династии. Составлялась, как правило, после падения очередной династии по указу следующего за ней императора. Вслед за «Ши цзи» каждая династическая хроника состояла из четырёх разделов, первый из которых был посвящён вопросам императорской генеалогии, второй — собственно летописи (хронологическое изложение событий), четвёртый — биографиям выдающихся лиц, а третий — всему остальному.
Из 26 династических историй каноническими считаются двадцать четыре, называемые «Эршисы ши» (кит. упр. 二十四史, пиньинь Èrshísì Shǐ) и отражающие события истории Поднебесной с 3000 года до н. э. до династии Мин в XVII веке. Полная коллекция содержит 3213 цзюаней и около 40 миллионов иероглифов. Считается одним из наиболее авторитетных источников по истории Китая, который также используется в исследованиях по литературе, изобразительному искусству, музыке, военному искусству, географии и других областях общественных наук.
Согласно традиционной китаецентристской модели мироустройства, кто бы ни правил в Китае — это всё разные «династии Китая». Таким образом, Китаем считаются и существовавшие на его территории государства, управлявшиеся династиями «варварского» происхождения, и нередко включавшие большие территории с этнически некитайским населением: например, киданьская империя Ляо, чжурчжэньская — Цзинь, монгольская — Юань, маньчжурская — Цин и т. д. По древней традиции, признание династии «полноценной» сильно зависело от официальной конфуцианской историографии, причём заключительным актом этого было составление официальной истории. Её обычно готовила специальная комиссия, которую назначал император династии-преемницы, он же утверждал готовый текст; соответственно, эти истории компилировали обычно с китайскоязычных хроник — китайские историки по конфуцианским лекалам. (См. напр. «Мин шилу» для династии Мин.) Неудивительно, что не-китайские государства у них приобретали специфические китайские черты.

## КнигиДвадцати четырёх историй
- Четыре ранних летописи 前四史
  - 《史記》 Исторические записки (Ши цзи), ответственный составитель Сыма Цянь 司馬遷 в 91 г. до н.э.
  - 《漢書》 Книга Хань, ответственный составитель Бань Гу 班固 в 82 г.
  - 《三國志》 Записи о Трёх царствах, ответственный составитель Чэнь Шоу 陳壽 в 289
  - 《後漢書》 История династии Поздняя Хань, ответственный составитель Фань Е 范曄 в 445
- 《宋書》 Книга Сун — Южные Династии, ответственный составитель Шэнь Юэ 沈約 в 488
- 《齊書》 Книга Южной Ци — Южные Династии, ответственный составитель Сяо Цзысянь 蕭子顯 в 537
- 《魏書》 Книга Вэй — Северные Династии, ответственный составитель Вэй Шоу 魏收 в 554
- Восемь летописей Династии Тан 唐初八史
  - 《梁書》 Книга Лян — Южные Династии, ответственный составитель Яо Сылянь 姚思廉 в 636
  - 《陳書》 Книга Чэнь — Южные Династии, ответственный составитель Яо Сылянь 姚思廉 в 636
  - 《北齊書》 Книга Северной Ци — Северные Династии, ответственный составитель Ли Байяо 李百藥 в 636
  - 《周書》 Книга Чжоу — Северные Династии, ответственный составитель Линху Лэфэн 令狐德棻 в 636
  - 《隋書》 Книга Суй, ответственный составитель Вэй Чжэн 魏徵 в 636
  - 《晉書》 Книга Цзинь, ответственный составитель Фан Сюаньлин 房玄齡 в 648
  - 《南史》 История Южных династий, ответственный составитель Ли Яньшоу 李延壽 в 659
  - 《北史》 История Северных династий, ответственный составитель Ли Яньшоу 李延壽 в 659
- 《唐書》 Книга Тан, составлена под руководством Лю Сюй 劉昫 в 945
- 《五代史》 История Пяти династий[англ.], ответственный составитель Сюэ Цзучжэн 薛居正 в 974
- 《新五代史》 Новая история Пяти династий[англ.], составлена под руководством Оуян Сю 歐陽修 в 1053
- 《新唐書》 Новая книга Тан[англ.], ответственный составитель Оуян Сю 歐陽修 в 1060
- Три летописи Династии Юань 元末三史
  - 《遼史》 История Ляо, ответственный составитель Тогто в 1345
  - 《金史》 История Цзинь, ответственный составитель Тогто в 1345
  - 《宋史》 История Сун[англ.], ответственный составитель Тогто в 1345
- 《元史》 История Юань, ответственный составитель Сун Лянь в 1370
- 《明史》 История Мин, ответственный составитель Чжан Тинъю в 1739

### Неканонические книги
- 《新元史》 Новая история Юань, ответственный составитель Кэ Шаомин 柯劭忞 в 1920
- 《清史稿》 Черновик истории Цин, ответственный составитель Чжао Эрсюнь 趙爾巽 в 1927

## Русские переводы
Российские синологи начали переводить династийные истории не позднее 1830-х годов, когда Г. М. Розов (1808—1853) перевёл на русский язык маньчжурскую версию Истории Цзинь, полностью опубликованную лишь в 1998 г., как «История золотой империи». Как отмечал немецкий синолог Герберт Франке, который занялся историей этой династии в 1970-х годах, существование этого перевода стало для него приятным сюрпризом. Розов перевёл и маньчжурскую версию истории династии Ляо, но по состоянию на 1998 год она ещё не была опубликована.
В 2010 году был закончен первый полный перевод Ши цзи на русский язык, начатый в 1972 г. Р. В. Вяткиным и В. С. Таскиным. Он включает 9 томов. Это также первый полный перевод памятника на какой-либо из европейских языков.